# Wronskià
En matemàtiques, el Wronskià és una funció que deu el nom al matemàtic polonès Józef Hoene-Wroński, especialment important en l'estudi d'equacions diferencials on pot fer-se servir per demostrar que un conjunt de solucions és linealment independent.
Donat un conjunt de n funcions f1, ..., fn, el Wronskià W(f1, ..., fn) es defineix com a:
{\displaystyle W(f_{1},\ldots ,f_{n})={\begin{vmatrix}f_{1}&f_{2}&\cdots &f_{n}\\f_{1}'&f_{2}'&\cdots &f_{n}'\\\vdots &\vdots &\ddots &\vdots \\f_{1}^{(n-1)}&f_{2}^{(n-1)}&\cdots &f_{n}^{(n-1)}\end{vmatrix}}}
Això és, el determinant de la matriu construïda col·locant les funcions a la primera fila, la primera derivada de cada funció a la segona fila, i així fins a la derivada n-1, formant així una matriu quadrada.
En una equació diferencial lineal de segon ordre, es pot calcular el Wronksià més fàcilment mitjançant la identitat Abeliana.
Va ser introduït l'any 1812 pel matemàtic polonès Józef Hoene-Wroński (1776-1853) i va ser anomenat per primer cop l'any 1882, pel matemàtic escocès Thomas Muir (1844 – 1934).

## El Wronskià i la independència lineal
El Wronksià es pot fer servir per determinar si un conjunt de funcions derivables és linealment independent en un cert interval:
- Si el Wronskià és diferent de zero en algun punt de l'interval, llavors les funcions associades són linealment independents en aquest interval.

Això és útil en diverses situacions. Per exemple, si es vol verificar que dues solucions d'una equació diferencial ordinària són linealment independents, es pot fer servir el Wronskià. Cal tenir en compte que si el Wronskià és zero uniformament al llarg de l'interval, les funciones poden o no ser linealment dependents. Sovint es creu que {\displaystyle W=0} arreu implica dependència lineal, i no és el cas, com es pot veure en el tercer exemple. En comptes d'això:
- Si un conjunt de funcions és linealment dependent en un interval, llavors el Wronskià corresponent és zero en aquest interval.

##### Exemple
Les funcions {\displaystyle C^{1}([-1,1];\mathbb {R} )} donades per: {\displaystyle X_{1}(t)={\begin{pmatrix}t^{3}\\3t^{2}\end{pmatrix}},\quad \quad X_{2}(t)=\left\{{\begin{matrix}{\begin{pmatrix}-t^{3}\\-3t^{2}\end{pmatrix}},&t\in [-1,0],\\{\begin{pmatrix}t^{3}\\3t^{2}\end{pmatrix}},&t\in (0,1],\end{matrix}}\right.\quad }
són evidentment linealment independents. No obstant, es pot comprovar immediatament que {\displaystyle W[X_{1},X_{2}](t)=0} per a tot {\displaystyle t\in [-1,1]}.
Aquest exemple mostra que el wronskià d'un conjunt de {\displaystyle n} funcions s'anuli a un punt d'un interval, o fins i tot a tots el punts de l'interval, no implica que les funcions siguin linealiment dependents a l'interval. No obstant, sí que ho implica si les funcions són solució d'un sistema lineal homogeni de dimensió  {\displaystyle n} d'equacions diferencials d'ordre 1, com veurem a continuació.

### Teorema
Siguin {\displaystyle X_{1},...,X_{n}\in C^{1}([a,b];\mathbb {R} ^{n})} solucions del sistema lineal homogeni de dimensió {\displaystyle n} amb coeficients continus {\displaystyle X'=A(t)X}. Si hi ha cap {\displaystyle t\in [a,b]} tal que els vectors {\displaystyle X_{1}(t),...,X_{n}(t)} són linealment dependents, aleshores les solucions {\displaystyle X_{1},...,X_{n}} són linealment dependents.
El resultat és conseqüència del Teorema de Picard-Lindelöf.

###### Demostració
Sigui {\displaystyle t_{0}\in [a,b]} tal que {\displaystyle X_{1}(t_{0}),...,X_{n}(t_{0})} són linealment dependents. Existeixen constants {\displaystyle \alpha _{1},...,\alpha _{n}}, no totes {\displaystyle 0}, tals que {\displaystyle \alpha _{1}X_{1}(t_{0})+...+\alpha _{n}X_{n}(t_{0})=0}.
Definim la funció auxiliar {\displaystyle G(t)=\alpha _{1}X_{1}(t)+...+\alpha _{n}X_{n}(t)}.
Com que {\displaystyle X_{1},...,X_{n}} són solucions del sistema lineal homogeni, qualsevol combinació lineal d'elles és també solució. Per tant {\displaystyle G(t)} verifica l'equació diferencial matricial: 
{\displaystyle G'=AG,\quad t\in [a,b],\quad G(t_{0})=0.}
Pel Teorema d'Existència i Unicitat, {\displaystyle G\equiv 0} és l'única solució.
Per tant, {\displaystyle \alpha _{1}X_{1}(t_{0})+...+\alpha _{n}X_{n}(t_{0})=0} per tot {\displaystyle t\in [a,b]}. Com que no tots els {\displaystyle \alpha _{j}}, {\displaystyle j=1,..,n}, són nuls, concluim que les funcions {\displaystyle X_{1},...,X_{n}} són linealment dependents.

###### Corol·lari
Siguin {\displaystyle X_{1},...,X_{n}:C^{1}([a,b]\rightarrow \mathbb {R} ^{n})} solucions del sistema lineal homogeni de dimensió {\displaystyle n} amb coeficients continus {\displaystyle X'=A(t)X}. Aleshores:
1. O bé {\displaystyle W[X_{1}(t),...,X_{n}](t)\neq 0} per tot {\displaystyle t\in [a,b]}, o bé {\displaystyle W[X_{1}(t),...,X_{n}](t)=0} per tot {\displaystyle t\in [a,b]}.
2. {\displaystyle X_{1},...,X_{n}} són linealment independents si i només si {\displaystyle W[X_{1},...,X_{n}](t)\neq 0} per tot {\displaystyle t\in [a,b]}.

###### Aplicació del corol·lari a alguns exemples
- Considereu les funcions {\displaystyle X_{1}(t)=t^{2},}{\displaystyle X_{2}(t)=t,} y {\displaystyle X_{3}(t)=1,} definides per a un nombre real t. Obtenim el wronskià:

{\displaystyle W={\begin{vmatrix}t^{2}&t&1\\2t&1&0\\2&0&0\end{vmatrix}}=-2.}
Veiem que {\displaystyle W} no és idènticament {\displaystyle 0}, així que aquestes funcions han de ser linealment independents.
- Siguin {\displaystyle X_{1}(t)=2t^{2}+3}, {\displaystyle X_{2}(t)=t^{2}}, y {\displaystyle X_{3}(t)=1} solucions d'un sistema lineal homogeni. Aquestes funcions són clarament dependents, ja que {\displaystyle 2t^{2}+3=2(t^{2})+3(1)}. Així, el wronskià ha de ser zero, seguint un petit càlcul:

{\displaystyle W={\begin{vmatrix}2t^{2}+3&t^{2}&1\\4t&2t&0\\4&2&0\end{vmatrix}}=8t-8t=0.}
Com que tota equació diferencial lineal d'ordre {\displaystyle n} es pot escriure en forma de sistema d'ordre 1 i mida {\displaystyle n}, podem fer servir aquest teorema per determinar la dependencia lineal d'un conjunt de solucions de l'equació estudiada. Per exemple, si volem verificar si dues solucions d'una equació diferencial lineal de segon ordre són independents, es pot fer servir el wronskià.

## Wronskià d'un sistema d'equacions diferencials lineals general d'ordre n
Sigui el sistema:
{\displaystyle \left\{{\begin{matrix}x'_{1}(t)=&f_{1}(t,x_{1},x_{2},...,x_{n}),\\x'_{2}(t)=&f_{2}(t,x_{1},x_{2},...,x_{n}),\\\vdots \\x'_{n}(t)=&f_{n}(t,x_{1},x_{2},...,x_{n}),\end{matrix}}\right.}
pel qual les seves solucions són de la forma: {\displaystyle {\vec {z_{1}}}=(z_{11},z_{21},...,z_{n1}),{\vec {z_{2}}}=(z_{12},z_{22},...,z_{n2}),...,{\vec {z_{n}}}=(z_{1n},z_{2n},...,z_{nn})}.
Es defineix el Wronskià del sistema com: {\displaystyle W({\vec {z_{1}}},{\vec {z_{2}}},...,{\vec {z_{n}}})={\begin{vmatrix}z_{11}&z_{12}&\dots &z_{1n}\\z_{21}&z_{22}&\dots &z_{2n}\\\vdots &\vdots &\ddots &\vdots \\z_{n1}&z_{n2}&\dots &z_{nn}\end{vmatrix}}.}
Siguin {\displaystyle x_{1},x_{2},\dots ,x_{n}} solucions de la següent equació d'ordre {\displaystyle n}:
{\displaystyle x^{(n)}(t)=a_{0}(t)+a_{1}(t)x(t)+a_{2}(t)x'(t)+\dots +a_{n-1}(t)x^{(n-1)}(t)}.
Aquesta equació és equivalent a un sistema de {\displaystyle n} equacions d'ordre 1. Cada solució de l'equació genera un vector que és solució del sistema. Si definim: {\displaystyle y_{1}=x,y_{2}=x',\dots ,y_{n}=x^{(n-1)}}, s'obté el sistema:
{\displaystyle \left\{{\begin{matrix}y_{1}'=&y_{2},\\y_{2}'=&y_{3},\\\vdots &\vdots \\y_{n}'=&a_{0}(t)+a_{1}(t)y_{1}+\dots +a_{n-1}(t)y_{n}.\end{matrix}}\right.}
Reescrit en forma matricial: {\displaystyle {\vec {Y'}}=A{\vec {Y}}+B} amb:
{\displaystyle {\vec {Y'}}=\left({\begin{matrix}y'_{1}\\y'_{2}\\\vdots \\y'_{n-1}\\y'_{n}\end{matrix}}\right),\quad A=\left({\begin{matrix}0&1&0&\dots &0\\0&0&1&\dots &0\\\vdots &\vdots &\vdots &\ddots &\vdots \\0&0&0&\dots &1\\a_{1}&a_{2}&a_{3}&\dots &a_{n}\end{matrix}}\right),\quad {\vec {Y}}=\left({\begin{matrix}y_{1}\\y_{2}\\\vdots \\y_{n-1}\\y_{n}\end{matrix}}\right),\quad B=\left({\begin{matrix}0\\0\\\vdots \\0\\a_{0}\end{matrix}}\right)}.
Recíprocament si {\displaystyle {\vec {Z}}=(z_{1},z_{2},...,z_{n})} és una solució del sistema, es compleix que:
{\displaystyle \left\{{\begin{matrix}z_{2}=z'_{1},\\z_{3}=z'_{2}=z''_{1},\\\vdots \\z_{n}=z'_{n-1}=\dots =z_{1}^{(n-1)}.\end{matrix}}\right.}
D'aquesta forma, tindríem {\displaystyle z_{1}^{n}=z'_{n}=a_{0}(t)+a_{1}(t)z(t)+a_{2}(t)z'(t)+\dots +a_{n-1}(t)z^{(n-1)}(t)}. Per tant, si el vector {\displaystyle {\vec {Z}}=\left({\begin{matrix}z_{1}\\z'_{1}\\\vdots \\z_{1}^{(n-1)}\end{matrix}}\right),} resol el sistema, {\displaystyle z_{1}} resol l'equació.
Veiem que el wronskià de {\displaystyle n} solucions de l'equació coincideix amb el wronskià dels corresponents {\displaystyle n} vectors solució del sistema equivalent.
Per la formulació del problema com equació, el wronskià queda, per definició: {\displaystyle W(x_{1},x_{2},\dots ,x_{n})={\begin{vmatrix}x_{1}&x_{2}&\dots &x_{n}\\x'_{1}&x'_{2}&\dots &x'_{n}\\\vdots &\vdots &\ddots &\vdots \\x_{1}^{(n-1)}&x_{2}^{(n-1)}&\dots &x_{n}^{(n-1)}\end{vmatrix}}}. Per la formulació com sistema, agrupant els vectors solució a una matriu de mida {\displaystyle n\times n}, el wronksià queda com: {\displaystyle W({\vec {X_{1}}},{\vec {X_{2}}},\dots ,{\vec {X_{n}}})={\begin{vmatrix}x_{1}&x_{2}&\dots &x_{n}\\x'_{1}&x'_{2}&\dots &x'_{n}\\\vdots &\vdots &\ddots &\vdots \\x_{1}^{(n-1)}&x_{2}^{(n-1)}&\dots &x_{n}^{(n-1)}\end{vmatrix}}}. D'aquesta forma observem que és equivalent la formulació del Wronskià de solucions d'una equació i la formulació del Wronskià de solucions del sistema associat a l'equació. {\displaystyle W(x_{1},x_{2},\dots ,x_{n})=W({\vec {X_{1}}},{\vec {X_{2}}},\dots ,{\vec {X_{n}}}).}

#### Exemple cas n=2
Sigui l'equació diferencial ordinària de segon ordre: {\displaystyle x''=5x'-6x} podem comprovar, mitjançant substitució, com a parell de solucions per a la nostra equació: {\displaystyle x_{1}=e^{2t},\quad x_{2}=e^{3t}}.
Tornant a l'equació, definim:
{\displaystyle {\begin{matrix}y_{1}=&x,\\y_{2}=&x',\end{matrix}}}
d'on en resulta el sistema associat:
{\displaystyle \left\{{\begin{matrix}y'_{1}=&y_{2},\\y'_{2}=&-6y_{1}+5y_{2},\end{matrix}}\right.}
que es pot reescriure de forma matricial com:
{\displaystyle {\begin{pmatrix}y'_{1}\\y'_{2}\end{pmatrix}}={\begin{pmatrix}0&1\\-6&5\end{pmatrix}}{\begin{pmatrix}y_{1}\\y_{2}\end{pmatrix}}.}
Com que {\displaystyle x_{1}} y {\displaystyle x_{2}} estan definides com solucions de l'equació diferencial ordinària, derivant-ho obtenim les solucions del sistema: 
{\displaystyle {\vec {X_{1}}}={\begin{pmatrix}e^{2t}\\(e^{2t})'\end{pmatrix}}={\begin{pmatrix}e^{2t}\\2e^{2t}\end{pmatrix}},\quad {\vec {X_{2}}}={\begin{pmatrix}e^{3t}\\(e^{3t})'\end{pmatrix}}={\begin{pmatrix}e^{3t}\\3e^{3t}\end{pmatrix}}}.
D'aquesta forma el Wronskià per l'equació ens queda com: {\displaystyle W(x_{1},x_{2})={\begin{vmatrix}e^{2t}&e^{3t}\\2e^{2t}&3e^{3t}\end{vmatrix}}} que coincideix amb el Wronskià del sistema associat, resultant de colocar els vectors solució junts: {\displaystyle W({\vec {X_{1}}},{\vec {X_{2}}})={\begin{vmatrix}e^{2t}&e^{3t}\\2e^{2t}&3e^{3t}\end{vmatrix}}}.

## Exemples
- Donades les funcions {\displaystyle x^{2},} {\displaystyle x,} i {\displaystyle 1,} definides per x un nombre real. El Wronskià serà:

{\displaystyle W={\begin{vmatrix}x^{2}&x&1\\2x&1&0\\2&0&0\end{vmatrix}}=-2.}
Es pot observar que {\displaystyle W} no és uniformament zero, per tant aquestes funcions són linealment independents.
- Donades les funcions {\displaystyle 2x^{2}+3}, {\displaystyle x^{2}}, i {\displaystyle 1}. Aquestes funcions són clarament dependents, ja que {\displaystyle 2x^{2}+3=2(x^{2})+3(1).} Així, el Wronskià serà zero, com es veu seguidament:

{\displaystyle W={\begin{vmatrix}2x^{2}+3&x^{2}&1\\4x&2x&0\\4&2&0\end{vmatrix}}=8x-8x=0.}
- Tal com s'ha dit anteriorment, si el Wronskià és zero, no implica en general que les funcions involucrades siguin linealment dependents. Donades les funcions {\displaystyle x^{3}} i {\displaystyle |x^{3}|}; això és, el valor absolut de {\displaystyle x^{3}}. La segona funció es pot escriure com a:

{\displaystyle |x^{3}|=\left\{{\begin{matrix}-x^{3},&\mathrm {si} \;x<0\\x^{3},&\mathrm {si} \;x\geq 0\end{matrix}}\right.}
Es pot comprovar que aquestes funcions són linealment independents en un interval dels reals; tanmateix, el seu Wronskià és zero: 
{\displaystyle W=\left\{{\begin{matrix}{\begin{vmatrix}x^{3}&-x^{3}\\3x^{2}&-3x^{2}\end{vmatrix}}=-3x^{5}+3x^{5}=0,&\mathrm {si} \;x<0\\{\begin{vmatrix}x^{3}&x^{3}\\3x^{2}&3x^{2}\end{vmatrix}}=3x^{5}-3x^{5}=0,&\mathrm {si} \;x\geq 0\end{matrix}}\right.}

## Definició abstracta
Hi ha un sentit en el que el wronskià d'una equació diferencial lineal d'ordre n-èssim és el producte exterior n-èssim. Per implementar aquesta idea, s'ha de treballar amb algunes formulacions en les que les equacions diferencials són suficientment semblants a vectors en l'espai: per exemple al llenguatge del fibrat vectorial portant una connexió.

## Comprovació: el wronskià i dependència lineal
El teorema és significativament fàcil de provar a través de la seva segona declaració, que s'ha mencionat anteriorment: Si les funcions són linealment dependents sobre l'interval, llavors ho són també les columnes de la matriu wronskiana associada (la diferenciació és una operació lineal); conseqüentment, el determinant wronskià és zero a tots els punts de l'interval.